# SN 1996Q
SN 1996Q – supernowa odkryta 15 marca 1996 roku w galaktyce A084609+0006. W momencie odkrycia miała maksymalną jasność 21,80m.